# Dum Dum Girl
Dum Dum Girl is een nummer van de Britse new waveband Talk Talk uit 1984. Het is de derde single van tweede studioalbum It's My Life.
In het Verenigd Koninkrijk flopte "Dum Dum Girl" met een 74e positie. In Nederland werd de plaat veel gedraaid op Hilversum 3 en werd een bescheiden hit. De plaat behaalde de 32e positie in de Nederlandse Top 40 en de 31e positie in de Nationale Hitparade. In de TROS Top 50 werd geen notering behaald.